# Li Gen
Li Gen (chinês:  李根) (Henan, 15 de agosto de 1988) é um basquetebolista chinês que atualmente joga pelo Xinjiang Flying Tigers disputando a Liga Chinesa de Basquetebol. O atleta possui 1,96m, pesa 110kg e atua na posição Ala.